# ثيلانوفا
بلدية ثيلانوفا (بالإسبانية: Celanova) هي بلدية تقع في مقاطعة أورينسي التابعة لمنطقة غاليسيا شمال غرب إسبانيا.

## الديموغرافيا
بلغ عدد سكان بلدية ثيلانوفا 5.906 نسمة عام 2011 (وفقاً للمعهد الوطني للإحصاء الإسباني).
| 6.065 | 5.959 | 6.012 | 6.150 | 6.104 | 6.020 | 5.906 |

## توأمة
لثيلانوفا اتفاقيات توأمة مع كل من:
- وادي آش
- روبي
- سانتو تريسو

## أعلام
- كوروس إنريكيث
- فرناندو رودريغيز منديز
- تيتو فاسكيز